# ヘーリアント

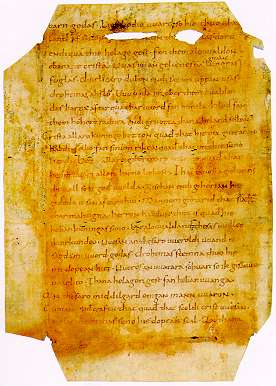
『ヘーリアント』の一部。

『ヘーリアント』（古ザクセン語: Heliand）は、9世紀半ばに古ザクセン語で書かれた叙事詩である。イエス・キリストの生涯をゲルマンのサガの形式である頭韻詩で記述したもので、題名のHeliandは古ザクセン語で「救世主」を意味している（現代のドイツ語・オランダ語でも同様である）。これは古ザクセン語で書かれた著作では最長のものであり、原本は約6,000行あったと見られている。内容の重複した断片が4つ発見されていて、それらで原本のほとんどをカバーできる。「内容は、2世紀の東シリア人タティアノス（Tatianos）が編集した「四福音書調和」（Diatessaron; Evangelienharmonie）と、当時の精神文化の中心地フルダの修道院長ラバーヌス・マウルス（Hrabanus Maurus）の聖書註解を柱とするキリスト伝である」。序文には"Ludouicus piissimus augustus"（敬虔王ルートヴィヒあるいはその息子のルートヴィヒ2世＝ドイツ王ルートヴィヒ）の命によって書かれたという記述があることから、成立した年は前者の在位していた814年-840年、あるいは後者の在位した843年-876年の間であるとされている。1562年にマティアス・フラキウスが序文を出版した。1587年にはユニウスが断片の模写を行ったが、その出版は1705年のジョージ・ヒックス（en: Goerge Hickes）の手を待つことになった。

## 例文
下の文は4537-4549行の聖餐の場面である。â ê î ô û は長母音、đとƀは摩擦音[ð],[v]を表す。
"Themu gi folgon sculun
an sô huilike gardos, sô gi ina gangan gisehat,
ia gi than themu hêrron, the thie hoƀos êgi,
selƀon seggiad, that ik iu sende tharod
te gigaruuuenne mîna gôma. Than tôgid he iu ên gôdlîc hûs,
hôhan soleri, the is bihangen al
fagarun fratahun. Thar gi frummien sculun
uuerdscepi mînan. Thar bium ik uuiskumo
selƀo mid mînun gesîđun." Thô uurđun sân aftar thiu
thar te Hierusalem iungaron Kristes
forđuuard an ferdi, fundun all sô he sprak
uuordtêcan uuâr: ni uuas thes giuuand ênig.